# Хойер, Вернер
Вернер Хойер (нем. Werner Hoyer; род. 17 ноября 1951 года, Вупперталь, Дюссельдорф, Северный Рейн-Вестфалия, ФРГ) — немецкий экономист и политик, а также участник Свободной демократической партии. В настоящее время он является президентом Европейского инвестиционного банка.

## Ранняя карьера

### Политическая карьера
В 1972 году Хойер стал участником Свободной демократической партии. Он получил диплом экономиста в Кёльнском университете в 1974 году и работал там научным ассистентом до 1984 года. В том же университете он получил степень доктора экономических наук.
С 1983-го по 1986 год Хойер стал участником правления молодых либералов. С 1985-го по 1987 год он работал с Обществом Карла Дуйсберга в Кёльне. Также преподавал международную экономику в Кёльнском университете до 1994 года. Хойер является участником Союза европейских федералистов.

## Поздняя карьера
Также он возглавлял местный партийный совет в Кельне с 1984 по 1992 год и стал членом правления СвДП в Северном Рейн-Вестфалии в 1984 году и в федеральном совете СвДП в 1994 году. Под руководством Клауса Кинкеля Хойер был генеральным секретарем своей партии с 1993 по 1994 год.
С 1997-го по 2000 год Хойер был вице-президентом, а с 2000-го по 2005 год состоял в Либерально-демократической партии и партии реформ.

## Награды
- 1997 год — Большой серебряный почётный знак на ленте «За заслуги перед Австрийской Республикой»[7].
- 2019 год — Европейский банкир года[8].